# Phyciodes packardii
Phyciodes packardii är en fjärilsart som beskrevs av Saund. 1868. Phyciodes packardii ingår i släktet Phyciodes och familjen praktfjärilar. Inga underarter finns listade i Catalogue of Life.